# Cheri-cheped-seret
Cheri-cheped-seret ist die Bezeichnung eines altägyptischen Dekans, der nur einen Dekan-Stern beinhaltete und zum altägyptischen Sternbild Schaf gehörte, welches in vielen Särgen auf den Diagonalsternuhren und beispielsweise auch im Grab des Senenmut abgebildet ist. 
Der auffälligste Stern ist hierbei Sadalmelik im Sternbild Wassermann. 
In den Dekanlisten der Sethos-Schrift repräsentierte Cheri-cheped-seret am Leib der Nut den 21. Dekan. Der heliakische Aufgang war für den 26. Achet III angesetzt und hatte als Datierungsgrundlage die verfügte Anordnung unter Sesostris III. (12. Dynastie) in dessen siebtem Regierungsjahr. 